# Mahalia Jackson
Mahalia Jackson (Nova Orleans, 26 de outubro de 1911 — Chicago, 27 de janeiro de 1972) foi uma cantora estadunidense, sendo uma das principais cantoras gospel dos Estados Unidos no século XX.
Mahalia começou sua carreira cantando em corais Gospel, estilo musical que a acompanhou por toda a carreira. Em 1937, com 26 anos, gravou seu primeiro disco sob o selo The Decca Coral. Em ordem: "God's Gonna Separate The Wheat From The Tares," "My Lord," "Keep Me Everyday," and "God Shall Wipe All Tears Away.". O disco não foi um sucesso financeiro e o Decca Coral não renovou. Em 1947 (dez anos depois), ela gravou com o selo Apollo a música "Move On Up A Little Higher", um sucesso tão grande que vendeu 8 milhões de cópias, esgotando em todas as lojas. A música entrou para o Hall da Fama dos prémios Grammy em 1998. Posteriormente, gravou sucessos como "Let the Power of the Holy Ghost Fall on Me" (1949), "Silent Night, Holy Night", que também tiveram incrível sucesso na Europa. Em 1950 ela se tornou a primeira cantora Gospel a cantar no Carnegie Hall de Nova York. Em 1952, começou uma turnê pela Europa e foi aclamada pela crítica como "A maior cantora Gospel de todos os tempos". Também foi a primeira cantora Gospel a cantar no consagrado festival The Newport Jazz Festival (em 1958 e 1959). Teve uma participação especial no filme Imitação da Vida (Imitation of Life), de 1959, dirigido por Douglas Sirk e interpretado por Lana Turner e Sandra Dee. Em 1961, Mahalia cantou na posse do presidente norte-americano John Kennedy. Em 1963 ela cantou para 250 mil pessoas, na ocasião onde Martin Luther King Jr. fez seu famoso discurso "I Have a Dream" ("Eu tenho um sonho", discurso pelos direitos civis amplamente conhecido nos Estados Unidos). Também cantou "Take My Hand, Precious Lord" no funeral de Martin Luther King Jr.
Seu último álbum foi Guide Me, O Thou Great Jehovah (1969). Encerrou a carreira em 1971 com um show na Alemanha e com aparições final no The Flip Wilson Show nos Estados Unidos. Mahalia também ficou conhecida por seu esforço em ajudar ao próximo, criando a  Mahalia Jackson Scholarship Foundation, para jovens que gostariam de entrar para a universidade. Por seus esforços recebeu o The Silver Dove Award.
Morreu em 27 de janeiro de 1972. Foi sepultada no Providência Memorial Park, Paróquia de Jefferson, Louisiana no Estados Unidos. Em 1978, Mahalia Jackson foi postumamente recebida no GMA Gospel Music Hall of Fame.

## Biografia

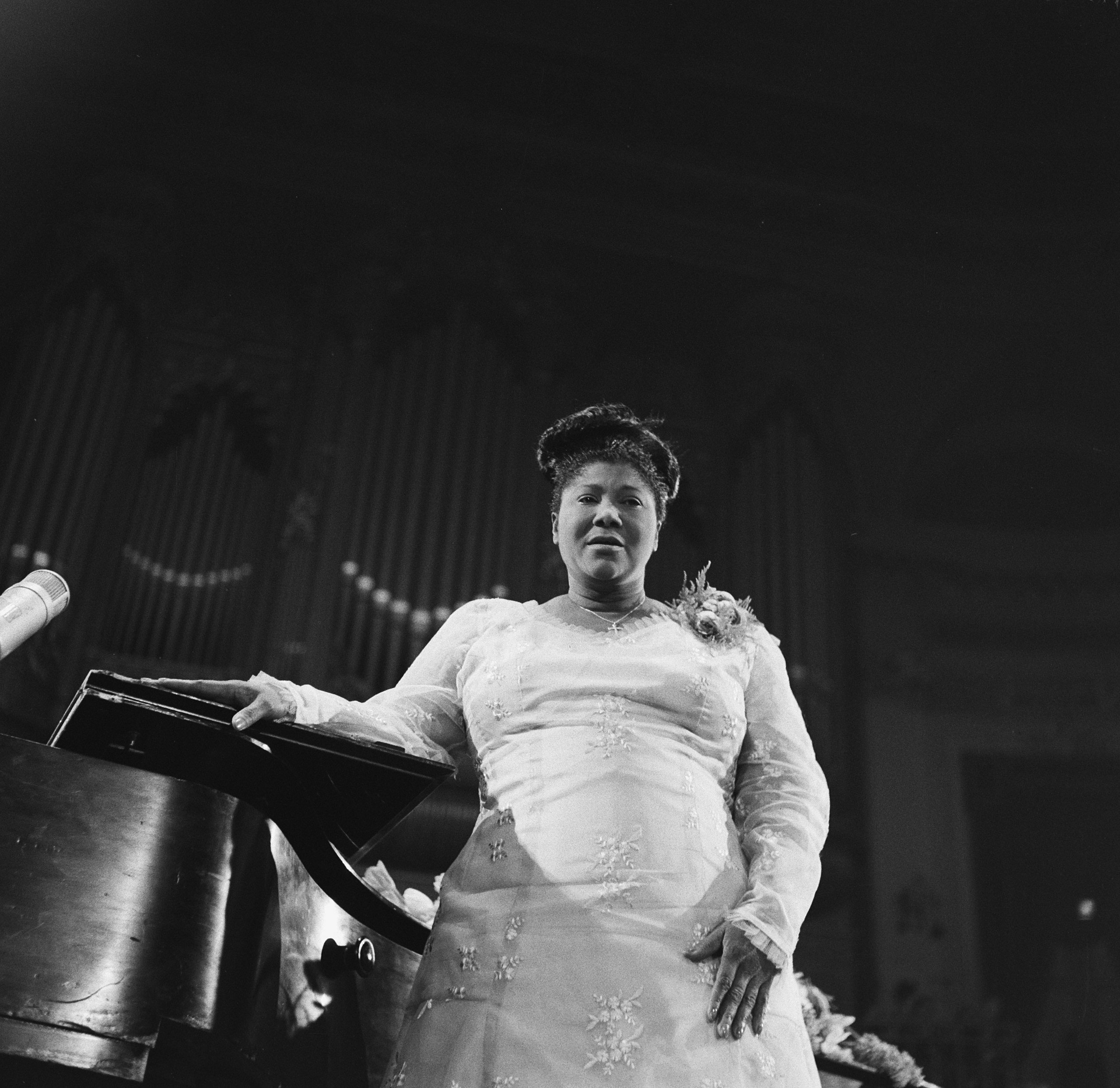
Mahalia Jackson em Concertgebouw, Bestanddeel em 23 de abril de 1961.

Mahalia nasceu em 26 de outubro de 1911 com o apelido de Halie Jackson, cresceu na seção de Black Pearl no bairro de Carrollton na parte alta da cidade de Nova Orleans. A casa de três quartos no Pitt Street viviam 13 pessoas e um cachorro. Mahalia chama-se na época de Mahala (em homenagem a sua tia Mahala Clack-Paul chamada de tia Duke), seu irmão Roosevelt Hunter, a quem chamava de Peter e sua mãe Chality Clack, que trabalhou como empregada e lavadeira. Várias tias e primos viviam na casa também. Tia Mahala ganhou o apelido de "Duke" depois de provar-se ser a chefe indiscutível da familia. A familia muito alargada (Os Clarck's) consistia de irmãos de sua mãe Isabell, Mahala, Boston, Porterfield, Hannah, Alice, Rhoda, Bessie, seus filhos, netos, e patriarca Rev. Paul Clark, um ex-escravo. O pai de Mahalia, John A. Jackson, Sr. era um estivador e um barbeiro que mais tarde se tornou um ministro Batista. Ele era pai de outras cinco crianças fora Mahalia: Wilmon e, em seguida, Yvonne, Edna, Pearl, e Johnny, Jr. (pelo seu casamento logo após o nascimento de Halie). A irmã de seu pai, Jeanette Jackson-Burnett, e seu marido, Josie, eram artistas de vaudeville. Seu filho, seu primo Edward, tinham  histórias e registros de Ma Rainey, Mamie Smith, e Bessie Smith cujas vozes e cantar a impressionou tanto que ela iria imitar suas formas de flexão e notas coloração compartilhados. (Seu estilo voz e cantar seria comparado com o de Bessie Smith toda a sua vida). 
Ao nascer, Mahalia sofria de geno varo, ou "pernas arqueadas". Os médicos queriam realizar a cirurgia para quebrar as pernas, mas uma das tias residentes se opuseram a ela. A mãe de Mahalia esfregava as pernas para baixo com Dishwater gorduroso. A condição nunca parou a jovem Mahalia de realizar seus passos de dança para a mulher branca para quem sua mãe e tia de Bell limpavam a casa.
Mahalia tinha 5 anos de idade quando sua mãe Chality, morreu quando ela tinha 25 anos de idade, deixando a familia a resolver quem iria cuidar de Mahalia e seu irmão. Tia Duke assumiu essa responsabilidade, suas crianças eram forçadas a trabalhar na casa de sol a sol para baixo. Tia Duke sempre inspecionava a casa usando o método "luva branca", caso a limpeza da casa não fosse feita adequadamente, Mahalia ou um de seus irmãos levavam uma surra de chicote, se um dos seus parentes não podiam fazer esse trabalho de limpar a casa, Mahalia ou um de seus primos eram esperados para fazer tal tarefa. A escola não era mas uma opção. Uma coisa que Mahalia realmente gostava de fazer era cantar a Igreja Batista. Sua tia Bell disse-lhe que um dia ela iria cantar na frente da realeza, uma previsão que acabaria por se tornar realidade. Mahalia finalmente começou a sua carreira cantando na Igreja Batista, Monte Moriá. Aos 12 anos, ela foi batizada no rio Mississippi pelo Mt. O pastor de Moriah, o Rev. E. D. Lawrence, em seguida, voltou para a igreja para "receber a mão direita de companheirismo".

## Carreira

### Anos 1920 a anos 1940
Em 1927, com 16 anos mudou-se para Chicago no meio da grande migração. Depois de seu primeiro servço na escola dominical, onde ela havia dado uma performance improvisada de sua canção favorita, "Hand Me Down My Silver Trumpet, Gabriel", foi convidada para participar do "Greater Salem Baptist Church Choir". Ela começou a excursionar igrejas da cidade e áreas circundantes com as Johnson Gospel Singers, um dos primeiros grupos evangélicos profissionais. Em 1929, Jackson conheceu o compositor Thomas A. Dorsey, considerado hoje como o pai da música gospel. Ele deu-lhe conselhos musicais, e em meados da década de 1930 eles começaram uma associação de 14 anos de turnê com Mahalia cantando canções de Dorsey em programas da igreja e em convenções. Sua composição com Thomas "Take My Hand, Precious Lord" tornou-se sua canção assinatura.
Em 1936, casou-se com Isaac Lanes Grey Hockenhull, um graduado da Universidade Fisk e do Instituto Tuskegee, que era 10 anos mais velho que ela. Ela se recusou a cantar música secular (Blues), uma promessa que ela iria manter ao longo de sua vida profissional. Isaac frequentimente oferecia dinheiro a Mahalia para cantar e em 1941 isso resultou no divorcio dos dois, também pelo seu vicio em jogos de azar e apostas em cavalos de corrida.
Em 1931, Mahalia gravou "You Better Run, Run, Run". Não se sabe muito sobre esta gravação, pois, muitas destas cópias são desconhecidas. O Biógrafo Laurraine Goreau cita que foi também em torno deste tempo, que acrescentou o "i" ao seu nome, transformando-o de Mahala para Mahalia pronunciado / məheɪliə /. Na idade de 25, seu segundo conjunto de registros foi gravado em 21 de Maio de 1937, sob o selo Decca Coral acompanhado de Estelle Allen (piano), em ordem: "God's Gonna Separate The Wheat From The Tares", "My Lord", "Keep Me Everyday" e "God Shall Wipe All Tears Away" que financeiramente não  foram bem sucedidos e a Decca se recusou a produzir mais cópias.

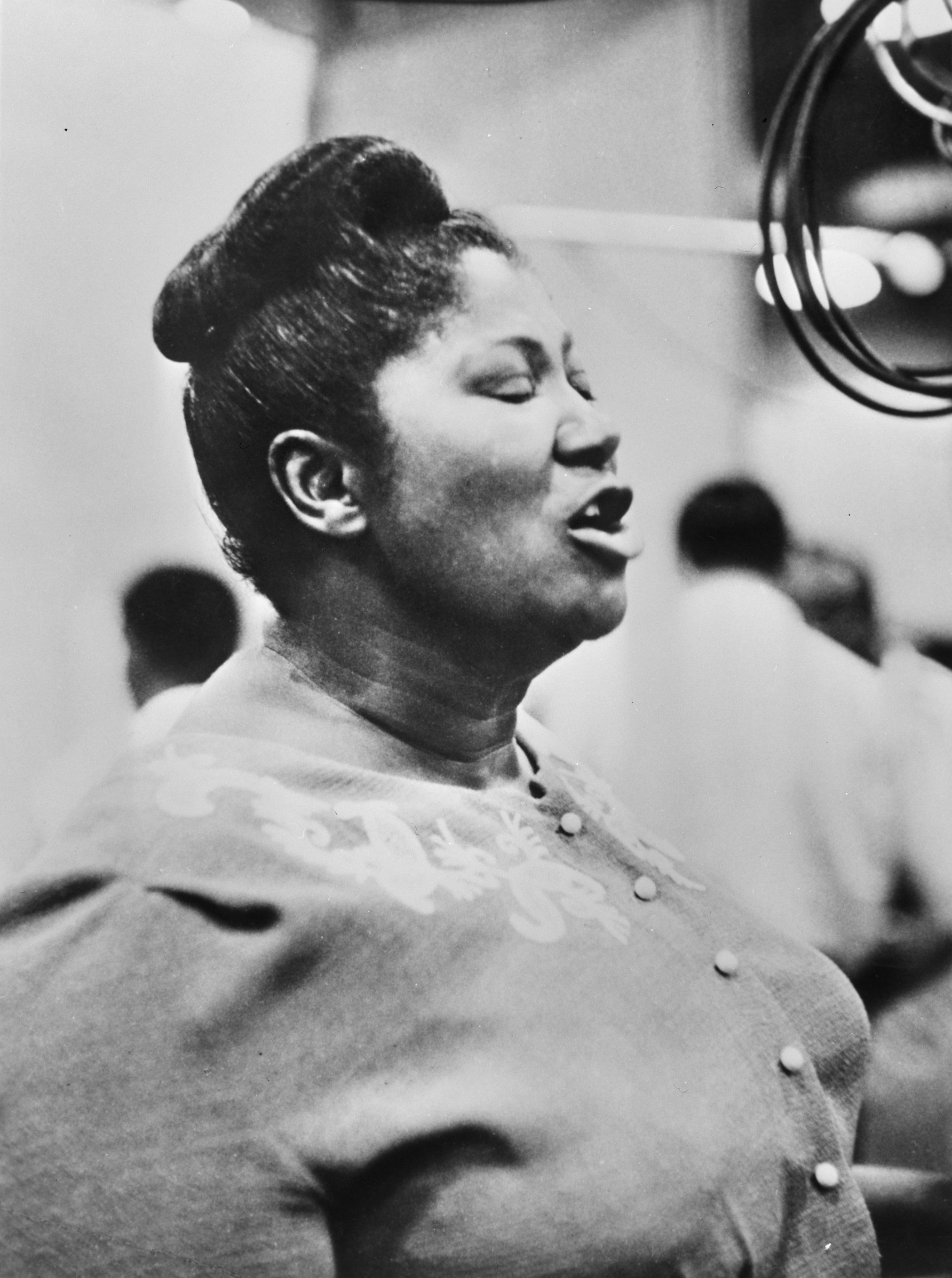
Mahalia em 1956.

Em 1947, Mahalia assinou com a gravadora Apollo, e em 1948, gravou a música de W. Herbert Brewster "Move On Up a Little Higher", uma gravação que fez tanto sucessos que as lojas populares não poderiam estocar cópias suficientes para atender a demanda, vendendo um surpreendente oito milhões de cópias (a canção mais tarde foi homenageada com o Grammy Hall of Fame Award em 1998), o sucesso deste disco disparou para a fama nos EUA, e logo depois, na Europa. Durante este tempo ela fez uma turnê como artista de concerto, que aparece mais frequentemente em salas de concerto e menos frequentemente em igrejas. Como consequência desta alteração em seus locais, seus arranjos expandiram de piano e órgão para acompanhamentos orquestrais.
Outras gravações recebeu elogios de largura, incluindo "Let the Power of the Holy Ghost Fall on Me" (1949), que ganhou da Academia Francesa Grand Prix du Disque; e "Silent Night", que se tornou um dos singles mais vendidos na história da Noruega. Quando Jackson cantou "Silent Night" na rádio nacional da Dinamarca, mais de 20.000 pedidos de cópias foram registrados. Outras gravações no rótulo Apollo incluído "He Knows My Heart" (1946), "Amazing Grace" (1947), "Tired" (1947), "I Can Put My Trust in Jesus" (1949), "Walk with Me" (1949), "Let the Power of the Holy Ghost Fall on Me" (1949), "Go Tell It on the Mountain" (1950), "The Lord's Prayer" (1950), "How I Got Over" (1951), "His Eye Is on the Sparrow" (1951), "I Believe" (1953), "Didn't It Rain" (1953), "Hands of God" (1953) e "Nobody Knows" (1954).

### Anos 1950 a anos 1970
Em 1950, Mahalia se tornou a primeira cantora gospel para se apresentar no Carnegie Hall, quando Joe Bostic produziu o The Negro Gospel e Religious Music Festival. Ela começou a turnê pela Europa em 1952 e foi saudada pela crítica como "a maior cantora gospel do mundo". Em Paris, ela foi chamada de Anjo da Paz, e em todo o continente, ela cantou para um público de capacidade. O passeio, no entanto, teve de ser interrompido devido à exaustão. Ela começou uma série de rádio da CBS e assinou contrato com a Columbia Records em 1954. Um escritor da revista Down Beat Music declarou em 17 de novembro de 1954: "Aceitem que a maior cantora espiritual agora vivo é Mahalia Jackson". Seu álbum de estreia para a Columbia foi o The World's Greatest Gospel Singer, gravado em 1954, seguido por um álbum de Natal chamado "Sweet Little Jesus Boy" e Bless This House em 1956. 

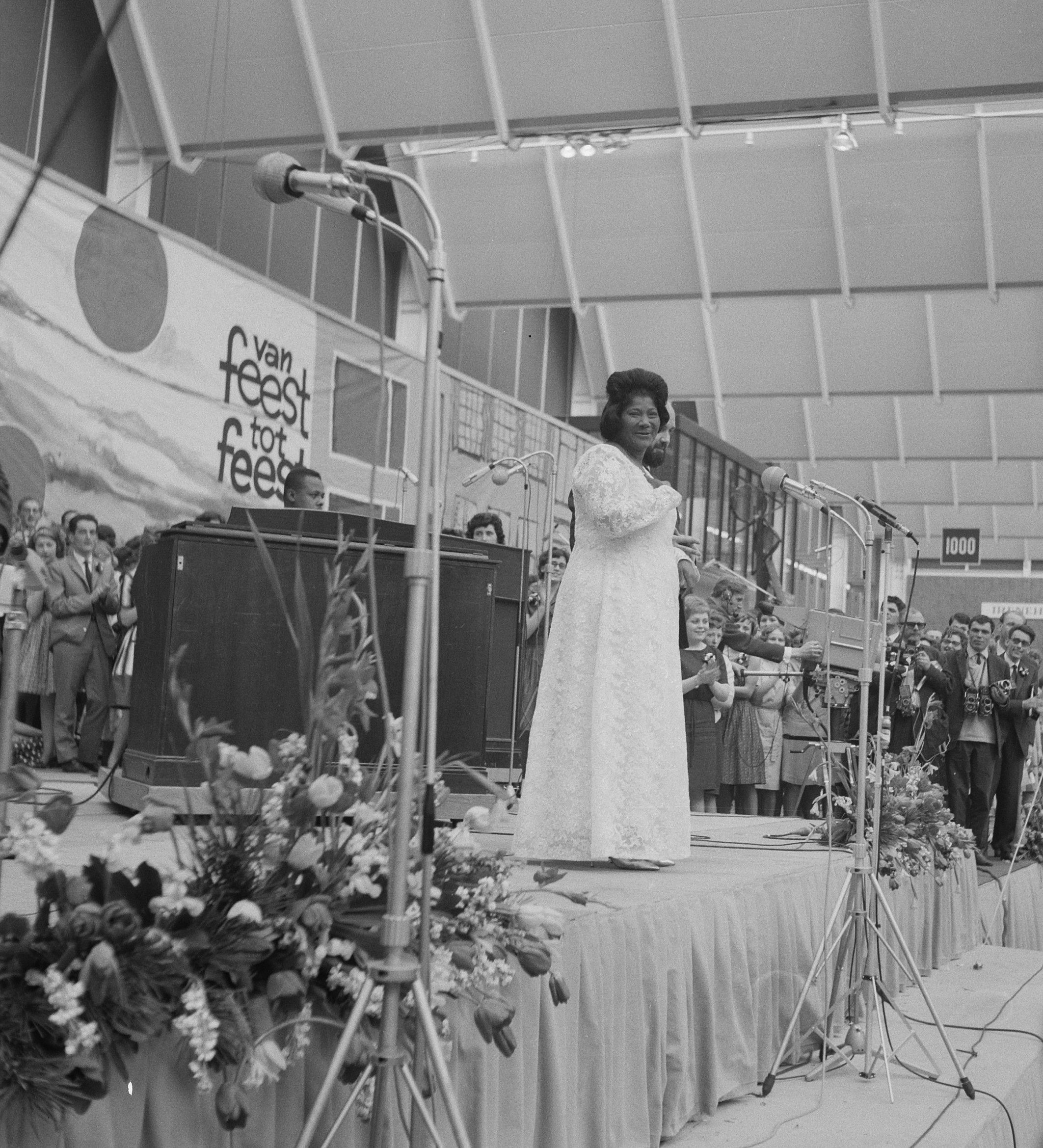
Mahalia Jackson durante sua performance no Irenehal em Utrecht para manifestação da juventude Juventude e Bíblia (Irenehal, Jaarbeurs Utrecht, 7 de maio de 1964)

Com seu sucesso mainstream, Mahalia foi criticada por alguns puristas do Gospel que se queixaram sobre palmas e o pé-stomping e sobre ela trazendo "jazz para a igreja". Ela teve muitas realizações notáveis durante este período, incluindo o seu desempenho em canções no filme 1958 St. Louis blues, cantando "Trouble of the World", em Imitação da vida 1959 do, e gravando com Percy Faith.
Quando ela gravou "The Power and the Glory with Faith" a orquestra de John Williams arqueou seus arcos para honrá-la em reconhecimento solene de sua grande voz. Ela foi a principal atração no primeiro showcase música gospel no Festival de Jazz de Newport em 1957, que foi organizado por Joe Bostic e registradas pela voz da América e realizado novamente em 1958 (Newport Jazz 1958). Ela também esteve presente na noite da Old Town School of Folk Music, em Chicago abertura de Dezembro de 1957. Em 1961, ela cantou no baile de posse de John F. Kennedy. Ela gravou seu segundo álbum de Natal Silent Night (Canções para o Natal), em 1962. Por esta altura, ela também havia se tornado um rosto familiar para os telespectadores britânicos como resultado de curtas-metragens de seu desempenho que foram ocasionalmente exibidos. Em março em Washington, em 1963, Mahalia cantou na frente de 250.000 pessoas "How I Got Over" e "I Been 'Buked and I Been Scorned". Martin Luther King, Jr. fez seu famoso diiscurso "I Have a Dream". Ela também cantou "Take My Hand, Precious Lord" em seu funeral depois que ele foi assassinado em 1968. Ela cantou para multidões na feira de 1964 New York World's Fair e foi acompanhada por "wonderboy preacher" Al Sharpton. Ela excursionou pela Europa novamente em 1961 (Ao vivo gravado na Europa em 1961), 1963-1964, 1967, 1968 e 1969. em 1970, ela se apresentou para o presidente liberiano William Tubman. 
O Ultimo album de Mahalia foi "What The World Needs Now" (1969). No ano seguinte, em 1970, ela e Louis Armstrong cantaram juntos "Just a Closer Walk with Thee" e "When the Saints Go Marching In". Ela terminou sua carreira em 1971 com um concerto na Alemanha, e quando ela voltou para os EUA, fez uma de suas aparições na televisão finais sobre The Flip Wilson Show. Ela dedicou grande parte de seu tempo e energia para ajudar os outros. Ela criou a The Mahalia Jackson Scholarship Foundation para os jovens que queriam cursar a faculdade. Pelos seus esforços no sentido de ajudar a compreensão internacional, ela recebeu o Prêmio Prata Dove. Em Chicago permaneceu em sua casa até o fim. Ela abriu um salão de beleza e uma loja de florista com seus ganhos, ao mesmo tempo, investiu em imóveis (US $ 100.000 por ano em seu pico).
Em 1970, ela co-estrelou no episódio 56 da Vila Sésamo, cantando "He's Got the Whole World in His Hands" seguido por Gordon Robinson (interpretado por Matt Robinson) encontrar o que está escondido. 

### Movimento dos Direitos Civis
Mahalia desempenhou um papel importante durante o movimento dos direitos civis. Em agosto de 1956, ela conheceu Ralph Abernathy e Martin Luther King, Jr., na Convenção Batista Nacional. Alguns meses depois, King e Abernathy entraram em contato com ela sobre uma chegada a Montgomery, Alabama, para cantar em um comício para arrecadar dinheiro para o boicote aos ônibus. Eles também esperavam que ela inspirasse como pessoas que estavam desanimadas com o boicote.

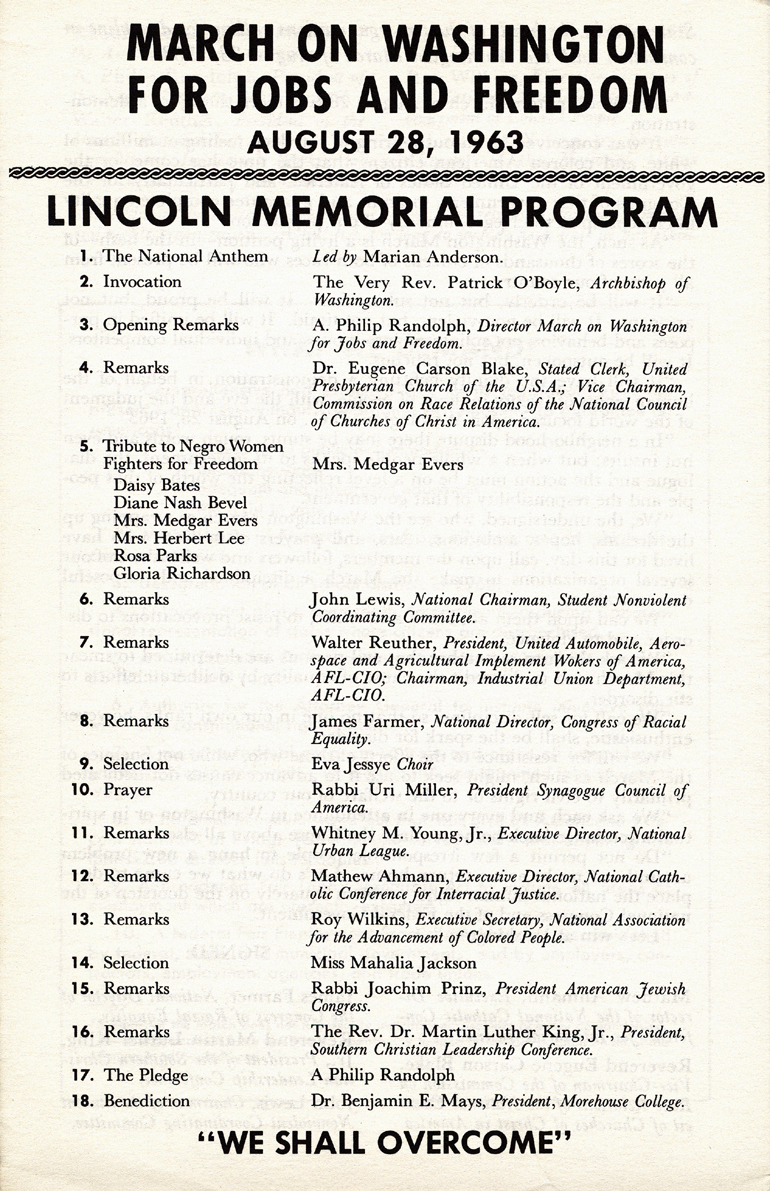
Este programa listou os eventos programados no Lincoln Memorial durante o dia 28 de agosto de 1963, em março, em Washington por Trabalho e Liberdade.

Apesar das ameaças de morte, Mahalia concorda em cantar em Montgomery. Seu concerto foi em 6 de dezembro de 1956. Até então, um Suprema Corte dos EUA selecionou Browder v. Gayle, que segregava o ônibus era inconstitucional. Em Montgomery, uma decisão ainda não foi efetivada, então ou boicote ao ônibus continuado. Nesse show, ela pode "I've Heard of a City Called Heaven", "Move On Up a Little Higher" e "Silent Night". Houve uma boa participação no show e ficaram felizes com uma quantidade de dinheiro arrecadada. No entanto, quando ela voltou para a casa dos Abernathy, havia sido bombardeada. O boicote finalmente terminou em 21 de dezembro de 1956, quando as autoridades federais foram cumpridas, forçando Montgomery a cumprir uma decisão do tribunal.
Embora Mahalia fosse conhecido internacionalmente e tivesse mudado para os estados do norte, ela ainda encontrava preconceito racial. Um relato disso foi quando ela comprou uma casa em Chicago. Onde quer que ela esteja, os brancos e os agentes imobiliários a recusarem, alegando que a casa já foi vendida ou que eles mudaram de ideia sobre a venda. Quando ela finalmente encontrou uma casa, os vizinhos não ficaram felizes. Tiros foram disparados em suas janelas e ela teve que entrar em contato com a polícia de proteção. As famílias brancas começaram a mudar e as famílias negras começaram a mudar. Tudo fica no mesmo bairro, exceto na cor da pele dos moradores.
King e Abernathy continuaram a protestar contra a segregação. Em 1957, eles fundaram a Conferência de Liderança Cristã do Sul (SCLC). O primeiro grande evento patrocinado pelo SCLC foi a Peregrinação de Oração pela Liberdade em Washington, DC, em 17 de maio de 1957, o terceiro aniversário da decisão de Brown versus Conselho de Educação. Desse ponto em diante, Mahalia apareceu muitas vezes com King, cantando antes de seus discursos e para captação de recursos do SCLC. Em um comunicado à imprensa do SCLC de 1962, ele escreveu que ela "havia aparecido em vários programas que ajudaram a luta no sul, mas agora ela indicou que deseja se envolver regularmente". Jesse Jackson disse que quando King a chamou, ela nunca recusou, viajando com ele para as partes mais profundas do sul segregado.
Na Marcha de Washington para Empregos e liberdade, em 1963, Mahalia cantou "I Been 'Buked and I Been Scorned", antes de King fazer seu discurso "Eu tenho um sonho". No final do discurso, ele se afastou do texto preparado para uma reverência parcialmente improvisada sobre o tema "Eu tenho um sonho", motivado pelo grito de Mahalia: "Conte a eles sobre o sonho, Martin!".
Mahalia disse que esperava que sua música pudesse "acabar com o ódio e o medo que dividem os brancos e negros deste país". Ela também contribuiu financeiramente para o movimento.

### Restaurantes de Frango Frito
No final dos anos 1960, o empresário de Nashville, John Jay Hooker, convenceu a cantora gospel Mahalia Jackson a emprestar seu nome a uma rede de restaurantes de frango frito estabelecido para competir com o Kentucky Fried Chicken. Depois de inicialmente reportar bons resultados e desfrutar de ações públicas no valor de US$ 64 milhões, o empreendimento desmoronou em meio a alegações de irregularidades contábeis e manipulação do preço das ações. A investigação que se seguiu pela Comissão de Valores Mobiliários dos EUA liberou Jackson de envolvimento em irregularidades financeiras, mas ambos ficaram constrangidos com a publicidade negativa.

## Morte
Mahalia morreu em 27 de janeiro de 1972, no Little Company of Mary Hospital, em Evergreen Park, Illinois, por insuficiência cardíaca e complicações no diabetes. Duas cidades prestaram homenagem: Chicago e Nova Orleans. Começando em Chicago, fora da Igreja Batista da Grande Salem, 50 000 pessoas passaram silenciosamente por seu caixão de mogno com tampo de vidro em homenagem final à rainha do evangelho. No dia seguinte, tantas pessoas que puderam - 6 000 ou mais - ocuparam todos os lugares e ficaram ao longo das paredes de uma sala de concertos pública da cidade, o Arie Crown Theatre de McCormick Place, para um funeral de duas horas. Seu pastor, Rev. Leon Jenkins, o prefeito Richard J. Daley e a sra. Coretta Scott King elogiaram-na durante o funeral de Chicago como "uma amiga - orgulhosa, negra e bonita". Sammy Davis Jr. e Ella Fitzgerald prestaram seus respeitos. Joseph H. Jackson, presidente da Convenção Batista Nacional, EUA, Inc., proferiu o elogio no funeral de Chicago. Aretha Franklin encerrou os ritos de Chicago com uma versão emocionante de "Precious Lord, Take My Hand".
Três dias depois, a milhares de quilômetros de distância, a cena se repetiu: novamente as longas filas, novamente o tributo silencioso, novamente os milhares enchendo o grande salão do Rivergate Convention Center, no centro de Nova Orleans dessa vez. O prefeito Moon Landrieu e o governador da Louisiana, John J. McKeithen, se juntaram à cantora gospel Bessie Griffin. Dick Gregory elogiou a "força moral" de Mahalia como a principal razão do seu sucesso. Lou Rawls cantou "Just a Closer Walk With Thee". "O cortejo fúnebre de 24 limusines passou lentamente pelo local de culto de sua infância, Mt. Moriah Baptist Church, onde suas gravações tocavam em alto-falantes, depois foi para o Providence Memorial Park em Metairie, Louisiana, onde finalmente Mahalia foi sepultada" . Apesar da inscrição de seu ano de nascimento em sua lápide em 1912, ela realmente nasceu em 1911. Entre seus parentes sobreviventes estão seus sobrinhos-netos, o ex-jogador de basquete da NBA Danny Granger e o artista de soul Scotty Granger.
A propriedade de Jackson foi registrada em mais de quatro milhões de dólares. Alguns repórteres estimaram royalties recordes, resíduos de televisão e filmes, e vários investimentos fizeram valer mais. A maior parte da propriedade foi deixada para vários parentes, muitos dos quais cuidaram dela durante seus primeiros anos. Entre os principais herdeiros estavam parentes, incluindo seu meio-irmão, John Jackson, e tia, Hannah Robinson. Nenhum de seus ex-maridos, Isaac Hockenhull (1936–1941) nem Sigmund Galloway (1964–1967), foi mencionado em seu testamento.

## Legado e Honras
A música de Mahalia era tocada amplamente em estações de rádio gospel e cristãs, como a Family Radio. Seu bom amigo Martin Luther King Jr. disse: "Uma voz como esta não vem uma vez em um século, mas uma vez em um milênio". Ela era amiga íntima de Doris Akers, uma das compositoras mais prolíficas do gospel do século XX. Em 1958, eles escreveram o hit "Lord, Don't Move the Mountain". Mahalia também cantou muitas composições próprias de Akers, como "God Is So Good to Me", "God Spoke to Me One Day", "Trouble", "Lead On, Lord Jesus" e "He's a Light Unto My Pathway", ajudando Akers a garantir sua posição como a principal compositora gospel da época. Além de sua carreira de cantora, ela orientou a lendária cantora de soul Aretha Franklin. Jackson também era uma boa amiga de Dorothy Norwood e da cantora gospel gospel de Chicago Albertina Walker, e ela descobriu uma jovem Della Reese. No 20º aniversário de sua morte, a Smithsonian Folkways Recording a comemorou com o álbum I Sing Because I'm Happy, que inclui entrevistas sobre sua infância conduzida por Jules Scherwin.

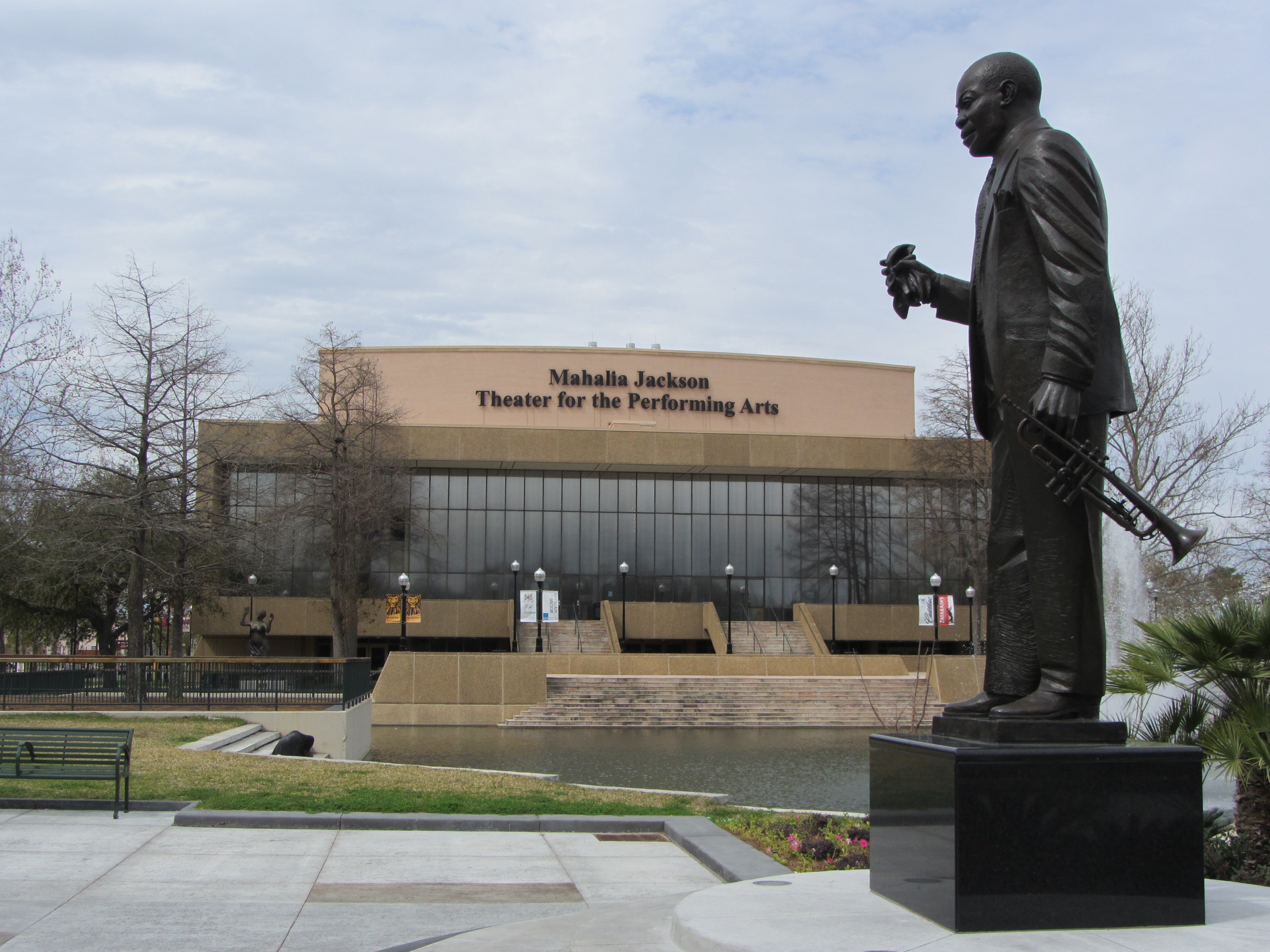
O Teatro Mahalia Jackson em frente a estatua de Louis Armstrong.

A ganhadora do American Idol e cantora de R&B ganhadora do Grammy, Fantasia Barrino foi escalada para interpretar Mahalia em um filme biográfico sobre sua vida. Será baseado no livro de 1993, Got to Tell It: Mahalia Jackson, The Queen Of Gospel. Dizem que é dirigido por Euzhan Palcy, de acordo com o The Hollywood Reporter.
A Academia Nacional de Artes e Ciências de Gravação criou a categoria Música Gospel ou Outras Gravações Religiosas para Jackson, fazendo dela a primeira artista de música gospel a ganhar o prestigioso Grammy.
Em dezembro de 2008, ela foi introduzida no Louisiana Music Hall of Fame.
Um homônimo de destaque em sua cidade natal, Nova Orleans, é o Mahalia Jackson Theater of the Performing Arts, que foi remodelado e reaberto em 17 de janeiro de 2009, com uma cerimônia de gala com Plácido Domingo, Patricia Clarkson e a Ópera de Nova Orleans, dirigida por Robert Lyall.
Mahalia Jackson foi nomeada Laureada da Academia Lincoln de Illinois e premiada com a Ordem de Lincoln (maior honra do Estado) pelo Governador de Illinois em 1967 na área de Artes Cênicas.
Em 2020 foi levantando uma pergunta sobre uma foto de Mahalia junto ao ex-prefeito de Nova Iorque, John Lindsay, retirada em 1969 onde Mahalia estava em um trailer posando junto ao prefeito para fotógrafos, a NY Times fez uma pesquisa com 500 pessoas sobre a foto, uma pessoa disse que Mahalia estava em um trailer, pois os hotéis não aceitavam pessoas negras, outro disse que esta foto que poderia ser Aretha Franklin, Ella Fritzgerald, Peral Bailey, alguns disseram que o homem poderia ser alguem importante e por isso os repórteres estavam muito perto. Mas a realidade é outra, acontece que 1969 Lindsay procurava apoio de muitos para conseguir a eleição depois de muitas greves e tensões no governo, e no mesmo dia Mahalia, havia chegado a cidade para um concerto, no momento da foto Mahalia disse "Nós realmente vamos atrás dele". Incrivelmente Lindsay ganhou novamente a eleição naquele ano e saiu do cargo apenas em 1973.
Em agosto de 2020 o Canal Lifetime em parceria com Robin Roberts anunciou que produziria um longa metragem, The Mahalia Jackson Story, com direção de Kenny Leon e interpretando Mahalia, Danielle Brooks. Foi lançado em 3 de abril de 2021.
Ainda em 2020, o músico Questlove anunciou que iria recuperar as filmagens do Harlem Cultural Festival, ou o Woodstock Negro. As imagens foram feitas por Hal Tulchin, um produtor de televisão da época. Em 2017, o produtor de televisão, Robert Fyvolent adquiriu os direitos de filme e televisão. Foi lançado em 25 de junho de 2021, mas um lançamento limitado aos EUA, o Summer of Soul (...ou, Quando a Revolução Não Pôde Ser Televisionada).

## Estilo
Embora o estilo de blues gospel empregado por Jackson fosse comum entre os solistas em igrejas negras, para muitos fãs de jazz brancos era novidade. Como ela era a mais proeminente – e às vezes a única cantora gospel que muitos ouvintes brancos conheciam – ela frequentemente recebia pedidos para definir o estilo e explicar como e por que ela cantava como cantava. Jackson era praticamente inexperiente, nunca aprendendo a ler ou escrever notação musical, então seu estilo era fortemente marcado pelo instinto. Ela respondeu às perguntas com o melhor de sua habilidade, embora muitas vezes respondesse com falta de segurança, dizendo: "Tudo o que aprendi foi apenas cantar do jeito que me sinto... ela saiu." Quando pressionada por descrições mais claras, ela respondeu: "Filho, eu não sei como faço isso sozinha."
A voz de Jackson é conhecida por ser enérgica e poderosa, variando de contralto a soprano, que ela alternava rapidamente. Ela resistiu a rotular seu alcance de voz em vez de chamá-lo de "realmente forte e claro". Ela usou notas dobradas ou "preocupadas" típicas do blues, cujo som o aficionado do jazz Bucklin Moon descreveu como "uma parede quase sólida de tonalidade azul". Ela gemia, cantarolava e improvisava extensivamente com ritmo e melodia, muitas vezes embelezando notas com um uso prodigioso de melisma, ou cantando vários tons por sílaba. O autor Anthony Heilbut chamou-lhe um "som etéreo estranho, parte gemido, parte ópera falhada". O historiador gospel Horace Boyer atribui o "estilo agressivo e ascensão rítmica" de Jackson à congregação pentecostal que ela ouviu quando criança, dizendo que Jackson "nunca foi um cantor batista". Ele continua: "dobrando uma nota aqui, cortando uma nota ali, cantando através de pontos de descanso e ornamentando a linha melódica à vontade, [Mahalia] confundiu os pianistas, mas fascinou aqueles que tocavam de ouvido". Bucklin Moon ficou encantado com seu canto, escrevendo que os enfeites que Jackson acrescentou "de tirar o fôlego. Como um membro de uma Igreja Santificada em Mount Vernon me disse uma vez: 'Mahalia, ela adiciona mais flores e penas do que qualquer um, e todos eles são exatamente certo.' Ela quebra todas as regras do canto de concerto, respirando no meio de uma palavra e às vezes distorcendo as palavras completamente, mas o sentimento e a expressão da garganta são seráficos." O escritor Ralph Ellison observou como ela misturou dicção precisa com um forte sotaque de Nova Orleans, descrevendo o efeito como "quase da academia em um instante e do mais amplo dialeto de campo de algodão no próximo".
Por sua própria admissão e na opinião de vários críticos e estudiosos, o estilo de canto de Bessie Smith era claramente dominante na voz de Jackson. Em Melody Maker, Max Jones contrastou os dois: "Enquanto o canto de Bessie pode soar áspero e desagradável, mesmo para estudantes de jazz, no primeiro contato, a voz de Mahalia é obviamente um instrumento de beleza incomum... até um tom que deixa você despreparado para ouvir depois qualquer um, exceto o maior dos músicos." Outros cantores deixaram sua marca. Em seus primeiros dias em Chicago, Jackson economizou seu dinheiro para comprar discos dos cantores clássicos Roland Hayes, Grace Moore e Lawrence Tibbett, atribuindo sua dicção, respiração e ela disse "o pouco que sei de técnica" a esses cantores.
A improvisação foi uma parte significativa das apresentações ao vivo de Jackson, tanto em salas de concerto quanto em igrejas. Ela muitas vezes esticava o que seria uma gravação de cinco minutos para vinte e cinco minutos para obter o máximo efeito emocional. Nas igrejas negras, essa era uma prática regular entre os solistas gospel que procuravam evocar uma purificação emocional na platéia durante os cultos. Públicos brancos e não-cristãos também sentiram essa ressonância. Após um concerto, o crítico Nat Hentoff escreveu: "A convicção e a força de sua interpretação tiveram um efeito estranho sobre os secularistas presentes, que foram conquistados por Mahalia, senão por sua mensagem. concerto durante o qual o som de sua voz permaneceu ativo na mente." Jackson explicou que, à medida que Deus trabalhava através dela, ela se tornava mais apaixonada durante uma música, e que o que ela sentia que era certo fazer no momento era o que era necessário. para o público. À medida que sua carreira avançava, ela achava difícil se ajustar às restrições de tempo nas gravações e aparições na televisão, dizendo: "Quando canto, não sigo o placar. Perco algo quando o faço. Não quero ser me disseram que eu posso cantar por tanto tempo. Eu faço isso até que a paixão passe. Quando eu me torno consciente, eu não consigo fazer bem."

### Gravação
Jackson estimou que ela vendeu 22 milhões de discos em sua carreira. Seus quatro singles para Decca e setenta e um para Apollo são amplamente aclamados pelos estudiosos como definidores do blues gospel. Os primeiros são marcados pelo acompanhamento mínimo com piano e órgão. 
Apollo adicionou violão, backing vocals, baixo e bateria na década de 1950. Seu canto é animado, enérgico e emocional, usando "uma voz no auge de seu poder e comando", de acordo com o autor Bob Darden. Embora ouvir a si mesma nas gravações da Decca anos depois tenha levado Jackson a declarar que eles "não são muito bons", Viv Broughton chama "Keep Me Every Day" uma "obra-prima do evangelho", e Anthony Heilbut elogia sua "maravilhosa pureza e convicção sem arte", dizendo que em seus discos Decca, sua voz "estava no seu mais belo, rico e ressonante, com pouco do vibrato e obbligatos neo-operísticos de anos posteriores". Da mesma forma, ele chama os discos Apollo de Jackson de "uniformemente brilhantes", escolhendo "Even Me", "Just As I Am", "City Called Heaven" e "I Do, Don't You" como exemplos perfeitos de seu fraseado e alcance de contralto, tendo um efeito que é "angelical, mas nunca sacarina". The New Grove Gospel, Blues e Jazz cita as canções de Apollo "In the Upper Room", "Let the Power of the Holy Ghost Fall on Me" e "I'm Glad Salvation is Free" como principais exemplos da "majestade " da voz de Jackson. De acordo com o musicólogo Wilfrid Mellers, as primeiras gravações de Jackson demonstram um "som que é abrangente, tão seguro quanto o útero, do qual cantor e ouvinte podem renascer. A beleza de tirar o fôlego da voz e as transições soberbamente controladas da fala para a oração e para a música curar e recozer."
A Columbia Records, então a maior gravadora dos EUA, apresentou Jackson como o "maior cantor gospel do mundo" nos 28 álbuns que lançaram. Ela foi comercializada para atrair um grande público de ouvintes que, apesar de todas as suas realizações até 1954, nunca tinham ouvido falar dela. Em contraste com a série de singles de Apollo, a Columbia lançou álbuns temáticos que incluíam notas e fotos. Em comparação com outros artistas da Columbia, Jackson teve uma contribuição considerável no que ela gravaria, mas Mitch Miller e o produtor George Avakian a persuadiram com sucesso variável a ampliar seu apelo a ouvintes de diferentes religiões. Embora seus primeiros discos na Columbia tivessem um som semelhante ao de seus discos Apollo, a música que acompanhou Jackson na Columbia mais tarde incluiu orquestras, guitarras elétricas, cantores de apoio e bateria, cujo efeito geral estava mais associado à música pop leve. Ela foi comercializada de forma semelhante aos músicos de jazz, mas sua música na Columbia acabou desafiando a categorização. Seus álbuns intercalavam composições familiares de Thomas Dorsey e outros compositores gospel com canções consideradas geralmente inspiradoras. Estes incluíram "You'll Never Walk Alone" escrito por Rodgers e Hammerstein para o musical Carousel de 1945, "Trees" baseado no poema de Joyce Kilmer, "Danny Boy", e as canções patrióticas "My Country 'Tis of Thee" e "The Battle Hymn of the Republic", entre outros. O Cambridge Companion to Blues and Gospel Music descreve as gravações de Jackson na Columbia como "tonificadas e polidas" em comparação com o som mais cru e minimalista do Apollo. O estudioso Mark Burford elogia "When I Wake Up In Glory" como "uma das maiores conquistas de sua carreira como artista", mas Heilbut chama suas gravações da Columbia de "When the Saints Go Marching In" e "The Lord's Prayer", "material sem intercorrências". Jackson concordou um pouco, reconhecendo que seu som estava sendo comercializado, chamando algumas dessas gravações de "coisas de água doce". Quando os temas de suas canções eram externamente religiosos, alguns críticos achavam que a apresentação às vezes era menos animada. John Hammond, que ajudou a garantir o contrato de Jackson com a Columbia, disse a ela que se ela assinasse com eles muitos de seus fãs negros não se relacionariam bem com a música. Isso acabou sendo verdade e, como resultado, Jackson criou um estilo de apresentação distinto para as gravações da Columbia que era marcadamente diferente de suas apresentações ao vivo, que permaneceram animadas e animadas, tanto em igrejas quanto em salas de concerto.

### Performance Ao Vivo
Em apresentações ao vivo, Jackson era conhecida por sua fisicalidade e pelas extraordinárias conexões emocionais que mantinha com seu público. O New York Times afirmou que ela era uma "mulher maciça, majestosa e até majestosa, [que] possuía uma presença impressionante que era aparente em qualquer ambiente que ela escolhesse para se apresentar". Ela estava tão envolvida no espírito enquanto cantava que muitas vezes chorava, caía de joelhos, curvava-se, pulava, dançava, batia palmas espontaneamente, batia palmas nas laterais e no estômago e, particularmente nas igrejas, percorria os corredores para cantar diretamente para os indivíduos. Tudo isso era típico dos cultos em igrejas negras, embora a energia de Jackson fosse notável. Um experimento usando uma peruca com suas vestes deu errado durante um show na década de 1950, quando ela cantou tão freneticamente que a jogou fora no meio da apresentação. Anthony Heilbut escreve que "alguns de seus gestos são dramaticamente bruscos, sugerindo possessão espiritual instantânea", e chamou suas performances de "absolutamente aterrorizantes. No seu melhor, Mahalia constrói essas músicas com um frenesi de intensidade quase exigindo uma liberação em gritos e gritos. Quando cantando-as ela pode cair de joelhos, seus pentes se espalhando como tantos demônios expulsos." Jackson defendeu suas idiossincrasias, comentando: "Como você pode cantar de graça incrível, como você pode cantar em oração do céu e da terra e todas as maravilhas de Deus sem usar suas mãos? Minhas mãos, meus pés, eu jogo todo o meu corpo para dizer tudo o que é dentro de mim. A mente e a voz por si só não são suficientes."
Ela rugia como um pregador pentecostal, gemia e rosnava como as velhas mães sulistas, gritava o blues gospel como uma santificada Bessie Smith e chorava nos hinos dos Watts como se estivesse de volta a uma cabana de escravos. Dizem que, em seu tempo, Mahalia Jackson poderia destruir uma igreja em minutos e mantê-la assim por horas a fio."

- Autor Viv Broughton
De acordo com a música improvisada, Jackson não gostava de preparar o que ela iria cantar antes dos shows, e muitas vezes mudava as preferências de música com base no que ela estava sentindo no momento, dizendo: "Há algo que o público me procura, e parece para ser algo em cada público que eu possa sentir. Eu posso sentir se há um baixo espírito. Em alguns lugares eu vou, as músicas up-tempo não vão, e em outros lugares, as músicas tristes não são certas." Ela tinha uma incrível capacidade de provocar as mesmas emoções de seu público que ela transmitia em seu canto. People Today comentou que "Quando Mahalia canta, o público faz mais do que apenas ouvir - eles passam por uma experiência emocional profundamente comovente". Jackson usou "destruidores de casas", ou músicas que induziam longos momentos tumultuados com o público chorando, gritando e gemendo, especialmente em igrejas negras. A cantora gospel Evelyn Gaye lembrou-se de uma turnê com ela em 1938, quando Jackson muitas vezes cantava "If You See My Savior Tell Him That You Saw Me", dizendo: "e as pessoas, parecem que ficaram impressionadas com isso, em um plano superior, ido. Ela tinha esse tipo de balanço e aquela dança sagrada em que ela entrava - parece que as pessoas acabaram de se submeter a isso." O público branco também chorou e respondeu emocionalmente. De acordo com o escritor de jazz Raymond Horricks, em vez de pregar aos ouvintes, Jackson falou sobre sua fé pessoal e experiências espirituais "imediata e diretamente ... tornando difícil para eles se afastarem". O promotor Joe Bostic estava na platéia do Newport Jazz Festival de 1958, um concerto ao ar livre que ocorreu durante uma chuva, e declarou: "Foi o tributo mais fantástico ao poder hipnótico da grande arte que já encontrei. já vi na minha vida. Aquelas pessoas se sentaram... esqueceram... estavam completamente em transe."

Uma parte significativa do apelo de Jackson foi sua seriedade demonstrada em sua convicção religiosa. Bostic falou de sua fé permanente: "Mahalia nunca se tornou tão sofisticada a ponto de perder sua humildade, seu relacionamento com Deus como um ser divino. Ela nunca foi além desse ponto; e muitas vezes, muitas vezes, você ficou surpreso - pelo menos eu estava, porque ela era uma mulher de negócios tão durona." Durante sua turnê pelo Oriente Médio, Jackson ficou para trás maravilhada enquanto visitava Jericho, e o gerente de tráfego David Haber perguntou se ela realmente achava que as trombetas derrubaram suas paredes. Jackson respondeu honestamente: "Acredito que Joshua orou a Deus, e o sol parou. Acredito em tudo". O cantor gospel Cleophus Robinson afirmou: "Nunca houve qualquer pretensão, nenhuma farsa sobre ela. Onde quer que você a conhecesse, era como receber uma carta de casa. Ela era uma personalidade calorosa e despreocupada que lhe dava a sensação de que você poderia relaxar e deixar seu cabelo solto sempre que você estava perto dela - nos bastidores com ela ou na casa dela, onde ela preparava um bom gumbo para você sempre que tinha tempo. Muitas pessoas tentavam fazer Mahalia agir 'adequada', e dizia ela sobre sua dicção e essas coisas, mas ela não se importou. Ela nunca negou seu passado e nunca perdeu sua sinceridade 'em casa'." O apresentador de televisão Ed Sullivan disse: "Ela foi tão gentil com todos. Quando Mahalia cantou, ela assumiu o comando. A banda, a equipe de palco, os outros artistas, os porteiros - todos estavam torcendo por ela. Quando ela saiu, ela poderia ser sua mãe ou sua irmã. Quero dizer, ela não era obsequiosa, você sabe; ela era uma estrela entre outras estrelas. Outras pessoas podem não querer ser respeitosas, mas não puderam evitar. Essa mulher era simplesmente ótima." Comentando sobre sua intimidade pessoal, Neil Goodwin, do The Daily Express, escreveu depois de assistir ao show de 1961 no Royal Albert Hall: "Mahalia Jackson cantou para mim ontem à noite". Outros escreveram sobre sua capacidade de causar arrepios nos ouvintes ou fazer o cabelo do pescoço formigar.
Ela não disse isso, mas a implicação era óbvia. Mahalia Jackson não canta para quebrar nenhum gato, ou para capturar qualquer pesquisa da Billboard, ou porque ela quer que seu contrato de gravação seja renovado. Ela canta do jeito que faz pelos motivos mais básicos de cantar, pelo mais honesto de todos, sem frescuras, floreios ou falsidade.

- Escritor de jazz George T. Simon

### Mildred Falls
Até 1946, Jackson usou uma variedade de pianistas para gravar e fazer turnês, escolhendo qualquer um que fosse conveniente e livre para ir com ela. À medida que sua carreira progredia, ela achou necessário ter um pianista disponível a qualquer momento, alguém talentoso o suficiente para improvisar com ela, mas mergulhado em música religiosa. Jackson encontrou isso em Mildred Falls (1921-1974), que a acompanhou por 25 anos. Falls é frequentemente reconhecido como uma parte significativa do som de Jackson e, portanto, de seu sucesso. Ela nasceu Mildred Carter em Magnolia, Mississippi, aprendendo a tocar no piano vertical de sua família, trabalhando com coros de igreja e se mudando para a Califórnia com um grupo de canto gospel. Um casamento desfeito resultou em seu retorno a Chicago em 1947, quando ela foi encaminhada para Jackson, que montou um breve treinamento com Robert Anderson, um membro de longa data da comitiva de Jackson. Falls a acompanhou em quase todas as apresentações e gravações posteriores.
Sempre em busca de material novo, Jackson recebia de 25 a 30 composições por mês para sua consideração. Falls as tocou para que Jackson pudesse "captar a mensagem da música". Uma vez que as seleções foram feitas, Falls e Jackson memorizaram cada composição, embora durante a turnê com Jackson, Falls foi obrigado a improvisar, pois Jackson nunca cantou uma música da mesma maneira duas vezes, mesmo do ensaio para uma apresentação horas ou minutos depois. Falls achou necessário observar os maneirismos e a boca de Jackson em vez de olhar para as teclas do piano para acompanhá-la. No início de uma música, Falls pode começar em um tom e receber sinais de mão de Jackson para mudar até que Jackson sentisse o tom certo para a música naquele momento. Falls lembrou: "Mahalia esperou até ouvir exatamente o que estava em seu ouvido e, uma vez que ouviu, continuou com seus negócios e demoliria a casa".
Studs Terkel comparou Falls a Paul Ulanowsky e Gerald Moore, que tocaram para as estrelas do canto clássico Lotte Lehmann e Dietrich Fischer-Dieskau, respectivamente. Ralph Ellison chamou Falls e Jackson de "a dupla dinâmica", dizendo que sua apresentação no Newport Jazz Festival de 1958 criou "um impulso rítmico como se espera de toda a banda Basie. É tudo alegria, exultação e swing, mas não deixa de ser música religiosa”. A mão direita de Falls, de acordo com Ellison, substituiu as trompas em uma orquestra que estava em constante "conversa" com os vocais de Jackson. Sua mão esquerda forneceu uma "linha de baixo ambulante que deu à música seu 'salto'", comum no ritmo e no ragtime. Da mesma forma, a apresentadora de televisão Dinah Shore chamou a mão esquerda de Falls de "a coisa mais forte do mundo", dando à música de Jackson uma batida proeminente geralmente ausente da música religiosa. Quando os músicos de estúdio de Shore tentaram identificar a causa do som empolgante de Jackson, Shore os advertiu com humor, dizendo: "Mildred tem uma mão esquerda, esse é o seu problema". Anthony Heilbut explicou: "Pelos padrões do coral de Chicago, seus acordes e andamentos eram antiquados, mas sempre induziam um rock sutil exatamente adequado ao swing de Mahalia".

## Influência

### Na música
A influência de Jackson foi maior na música gospel negra. A partir da década de 1930, Sallie Martin, Roberta Martin, Willie Mae Ford Smith, Artelia Hutchins e Jackson espalharam o estilo gospel blues se apresentando em igrejas nos Estados Unidos. de igrejas, avivamentos e reuniões da National Baptist Convention (NBC) onde a música era compartilhada e vendida entre músicos, compositores e ministros. A NBC ostentava uma adesão de quatro milhões, uma rede que forneceu o material de origem que Jackson aprendeu em seus primeiros anos e do qual ela extraiu durante sua carreira de gravadora.
Embora Jackson não tenha sido o primeiro solista de blues gospel a gravar, o historiador Robert Marovich identifica seu sucesso com "Move On Up a Little Higher" como o evento que lançou a música gospel de um movimento de nicho nas igrejas de Chicago para um gênero que se tornou comercialmente viável em todo o país. A "Era de Ouro do Gospel", que ocorreu entre 1945 e 1965, apresentou dezenas de atos de música gospel no rádio, discos e em shows em locais seculares. O sucesso de Jackson foi reconhecido pela NBC quando ela foi nomeada sua solista oficial e, de forma única, ela recebeu respeito universal em um campo de músicos muito competitivos e às vezes territoriais. Marovich explica que ela "era a encarnação viva do ecumenismo da música gospel e era bem-vinda em todos os lugares".
O Cambridge Companion to Blues and Gospel Music identifica Jackson e Sam Cooke, cuja carreira musical começou quando ele se juntou aos Soul Stirrers, como as figuras mais importantes da música gospel negra na década de 1950. Para a maioria dos novos fãs, no entanto, "Mahalia era o símbolo vocal, físico e espiritual da música gospel", de acordo com Heilbut. Raymond Horricks escreve: "Pessoas que têm crenças religiosas diferentes das suas, e mesmo pessoas que não têm nenhuma crença religiosa, ficam impressionadas e dão atenção imediata ao seu canto. interesse não religioso no canto gospel do negro." Como ela era frequentemente solicitada por fãs brancos de jazz e blues para definir o que ela cantava, ela se tornou a defensora mais proeminente do gospel, dizendo: "Blues são as músicas do desespero. há uma cura para o que está errado. Quando você acaba com o blues, você não tem nada para descansar."
À medida que a música gospel se tornou acessível ao grande público, seus elementos estilísticos tornaram-se difundidos na música popular como um todo. Jackson, que gostava de música de todos os tipos, notou, atribuindo o impacto emocional do rock and roll ao canto pentecostal. Seus discos Decca foram os primeiros a apresentar o som de um órgão Hammond, gerando muitos imitadores e resultando em seu uso na música popular, especialmente aquelas que evocam um som com alma, por décadas depois. Os primeiros cantores de R&B e rock and roll empregavam os mesmos recursos que Jackson e seus companheiros no canto gospel usavam, incluindo melisma extático, gritos, gemidos, palmas e pisadas. Heilbut escreve: "Com exceção de Chuck Berry e Fats Domino, dificilmente há um cantor pioneiro do rock and roll que não devesse seu material aos grandes cantores gospel". Especificamente, Little Richard, Mavis Staples dos Staple Singers, Donna Summer, Sam Cooke, Ray Charles, Della Reese e Aretha Franklin nomearam Jackson como uma inspiração. Jackson foi introduzida no Hall da Fama do Rock and Roll na categoria de influência precoce em 1997. Mavis Staples justificou sua inclusão na cerimônia, dizendo: "Quando ela cantava, você se sentia leve como uma pena. Deus, eu não poderia obter o suficiente dela." Franklin, que estudou Jackson desde criança e cantou "Take My Hand, Precious Lord" em seu funeral, foi colocada no primeiro lugar da Rolling Stone na lista dos 100 Maiores Cantores de Todos os Tempos, compilada em 2010. Apesar de sua influência, Jackson estava principalmente descontente que a música gospel estava sendo usada para fins seculares, considerando R&B e soul como perversões, explorando a música para ganhar dinheiro.

### Na identidade negra
O sucesso de Jackson teve um efeito profundo na identidade negra americana, particularmente para aqueles que não se assimilaram confortavelmente na sociedade branca. Embora ela e o blues gospel tenha sido denegridos por membros da classe alta negra na década de 1950, para os americanos negros de classe média e baixa sua vida era uma história da pobreza à riqueza, na qual ela permaneceu implacavelmente positiva e sem remorso consigo mesma e com seus maneirismos no mundo. companhia de brancos. Em Imitation of Life, sua interpretação como cantora funerária incorporou tristeza pela personagem Annie, uma empregada que morre de desgosto. O estudioso Johari Jabir escreve que, nesse papel, "Jackson evoca a fadiga indescritível e o cansaço coletivo de séculos de mulheres negras". Por meio de sua música, ela promoveu a esperança e celebrou a resiliência na experiência negra americana. Jackson foi muitas vezes comparado à cantora de ópera Marian Anderson, pois ambos excursionaram pela Europa, incluíram espirituais em seus repertórios e cantaram em ambientes semelhantes. Jackson considerou Anderson uma inspiração e ganhou um convite para cantar no Constitution Hall em 1960, 21 anos depois que as Filhas da Revolução Americana proibiram Anderson de se apresentar lá para um público integrado. Mas a preferência de Jackson pela influência musical, linguagem casual e entonação dos negros americanos era um forte contraste com as maneiras refinadas de Anderson e a concentração na música europeia. Em entrevistas, Jackson repetidamente credita aspectos da cultura negra que desempenharam um papel significativo no desenvolvimento de seu estilo: resquícios da música escrava que ela ouvia nas igrejas, canções de trabalho de vendedores nas ruas de Nova Orleans e bandas de blues e jazz. Sua primeira aparição na televisão nacional no Toast of the Town de Ed Sullivan em 1952 a mostrou cantando autêntico blues gospel, provocando um grande desfile em sua homenagem em Dayton, Ohio, com 50.000 participantes negros - mais do que o público integrado que apareceu para um Harry Truman. campanha parar na mesma época. Conhecida por seus gritos animados, Jackson uma vez gritou "Glória!" em seu programa de televisão na CBS, seguindo rapidamente com: "Com licença, CBS, eu não sabia onde estava". Ao manter seu dialeto e estilo de canto, ela desafiou um sentimento de vergonha entre muitos americanos negros de classe média e baixa por seus padrões de fala e sotaques depreciados. Evelyn Cunningham, do Pittsburgh Courier, compareceu a um concerto de Jackson em 1954, escrevendo que esperava ficar envergonhada por Jackson, mas "quando ela cantava, ela me fazia engasgar e me sentir maravilhosamente orgulhoso de meu povo e minha herança. laços e tornar-se realmente emancipado."
Malcolm X observou que Jackson foi "A primeira negra que os negros tornaram famosa". O apresentador de rádio branco Studs Terkel ficou surpreso ao saber que Jackson tinha muitos seguidores negros antes de encontrar seus discos, dizendo: "Por um momento estúpido, pensei que descobri Mahalia Jackson". O compositor de jazz Duke Ellington, que se considera um fã de Jackson desde 1952, pediu que ela aparecesse em seu álbum Black, Brown and Beige (1958), uma homenagem à vida e cultura negra americana. Devido à sua decisão de cantar exclusivamente gospel, ela inicialmente rejeitou a ideia, mas cedeu quando Ellington pediu que ela improvisasse o Salmo 23. Ela foi destaque na versão vocal do álbum da composição de Ellington "Come Sunday", que posteriormente se tornou um padrão do jazz. Conecte-se com congregações e outros cantores gospel. Acreditando que a riqueza e o capital dos negros deveriam ser reinvestidos em pessoas negras, Jackson projetou sua linha de restaurantes de frango para serem de propriedade e operação de negros. Ela organizou um concerto em 1969 chamado A Salute to Black Women, cujos rendimentos foram doados à sua fundação que fornece bolsas de estudos para jovens negros. Após sua morte, o cantor Harry Belafonte a chamou de "a mulher negra mais poderosa dos Estados Unidos" e não havia "uma única mão de obra, um único trabalhador negro, um único intelectual negro que não respondeu a ela".

## Discografia
Ver artigo principal: Discografia de Mahalia Jackson

## Filmografia
| Ano  | Tipo           | Nome                                         | Atuação                  | Notas |
| ---- | -------------- | -------------------------------------------- | ------------------------ | --- |
| 1958 | Filme          | St. Louis Blues                              | Missionária "Bessie May" | Apresenta "Noah Heist the Window" e "He That Semear in Tears"                                                                |
| 1959 | Filme          | Imitação da Vida                             | Corista de funeral       | Apresenta "Trouble of The World"                                                                                             |
| 1959 | Filme-concerto | Jazz On Summer's Day                         | Ela mesma                | Captura sua performance no Newport Jazz Festival de 1958. Foi remasterizado e relançado em 2021                              |
| 1961 | Curta-metragem | Mahalia Jackson Sings                        | Ela mesma                | Produzido pela Television Enterprises Corporation.                                                                           |
| 1964 | Filme          | The Best Man                                 | Ela mesma                | Apresenta "Down By The Riverside"                                                                                            |
| 1972 | Documentário   | Got to Tell It: A Tribute to Mahalia Jackson | Ela mesma                | Produzido pela Phoenix/BFA Films & Video                                                                                     |
| 1975 | Filme-concerto | Mahalia                                      | Ela mesma                | Apresenta a última turnê de Mahalia pela Europa. Foi relançado em 2004 com o título de "Mahalia Jackson: Give God the Glory" |
| 1997 | Filme-concerto | Mahalia Jackson Sings the Songs of Christmas | Ela mesma                | Filmagens da CBS de canções de Natal, gravado entre 1960 e 1961, remasterizada e relançada em 1997.                          |
| 1997 | Documentário   | Mahalia Jackson: The Power and The Glory     | Ela mesma                | Documentário sobre a vida de Mahalia                                                                                         |
| 2007 | Documentário   | Mahalia Jackson: TV Performances 1957-1962   | Ela mesma                | Documentário produzido pela Vai Music                                                                                        |
| 2021 | Documentário   | Summer of Soul                               | Ela Mesma                | Apresenta performance no Harlem Cultural Festival de 1969                                                                    |

## Prêmios e Honras
| Nome do Prêmio                                              | Indicação/Trabalho                                          | Ano             | Resultado/Notas |
| ----------------------------------------------------------- | ----------------------------------------------------------- | --------------- | --- |
| Grand Prix du Disque da Académie Charles Cros               | "I Can Put My Trust In Jesus"                               | 1951            | Ganhou |
| Grammy Award                                                | Everytime I Feel The Spirit                                 | 1961            | Ganhou |
| Grammy Award                                                | Great Songs of Love And Faith                               | 1962            | Ganhou |
| Grammy Award                                                | How I Got Over                                              | 1976            | Ganhou |
| Grammy Award                                                | Make A Joyful Noise Unto the Lord                           | 1963            | Nomeada |
| Grammy Award                                                | Guide Me, O Thou Great Jehovah                              | 1969            | Nomeada |
| Grammy Award                                                | I Sing Because I'm Happy, Volumes 1 And 2                   | 1980            | Nomeada |
| Grammy Lifetime Achievement Award                           | Grammy Lifetime Achievement Award                           | 1972            | |
| National Recording Registry                                 | "Move On Up a Little Higher"                                | 2005            | O National Recording Registry inclui gravações de som consideradas "culturalmente, historicamente ou esteticamente significativas" pela Biblioteca do Congresso                                  |
| Halls da Fama                                               |                                                             |                 | |
| Grammy Hall of Fame                                         | "Move On Up a Little Higher" (1947)                         | 1998            | |
| Grammy Hall of Fame                                         | "Take My Hand, Precious Lord" (1956)                        | 2012            | |
| Grammy Hall of Fame                                         | "His Eye Is On the Sparrow" (1958)                          | 2010            | |
| Gospel Music Hall of Fame                                   | Gospel Music Hall of Fame                                   | 1978            | |
| Hollywood Walk of Fame                                      | Hollywood Walk of Fame                                      | 1988            | Estrela localizada em 6840 Hollywood Boulevard |
| Rock and Roll Hall of Fame                                  | Rock and Roll Hall of Fame                                  | 1997            | Categoria de influência precoce |
| Louisiana Music Hall of Fame                                | Louisiana Music Hall of Fame                                | 2008            | |
| Rhythm and Blues Music Hall of Fame                         | Rhythm and Blues Music Hall of Fame                         | 2020            | |
| Diplomas honorários                                         |                                                             |                 | |
| Lincoln College                                             | Lincoln College                                             | 1963            | Doutorado em Letras Humanas |
| Marymount College, Tarrytown (agora Fordham University)     | Marymount College, Tarrytown (agora Fordham University)     | 1971            | Doutorado em Música |
| DePaul University                                           | DePaul University                                           | 1971            | Doutorado em Letras Humanas e St. Vincent de Paul Medal concedida a "pessoas que exemplificam o espírito do patrono da universidade servindo a Deus atendendo às necessidades da família humana" |
| The Lincoln Academy of Illinois                             | The Lincoln Academy of Illinois                             | 1967            | Convocação de laureados |
| Outros                                                      |                                                             |                 | |
| Mahalia Jackson Theater of the Performing Arts, New Orleans | Mahalia Jackson Theater of the Performing Arts, New Orleans | Fundado em 1973 | |
| Planeta menor 65769 Mahalia                                 | Planeta menor 65769 Mahalia                                 | Nomeado em 1995 | |